# Научно-практический центр Национальной академии наук Беларуси по биоресурсам
Государственное научно-производственное объединение «Научно-практический центр Национальной академии наук Беларуси по биоресурсам» (ГНПО «НПЦ НАН Беларуси по биоресурсам») — научная организация, входящая в структуру Национальной академии наук Беларуси.

## История
- 1922 — образована зоологическая подсекция при Институте белорусской культуры.
- 1928 — учреждена кафедра зоологии с зоологическим музеем в составе Белорусской академии наук[К 1].
- 1932 — создан Отдел фауны при Институте биологии Белорусской академии наук.
- 1958 — Отдел зоологии и паразитологии Академии наук БССР стал самостоятельным отделом при Президиуме Академии наук Белорусской ССР.
- 1980 — создан Институт зоологии Академии наук БССР путём преобразования Отдела зоологии и паразитологии[К 2].
- 2007 — Институт зоологии преобразован в ГНПО «НПЦ НАН Беларуси по биоресурсам»[К 3].

## Организационная структура
В состав ГНПО «НПЦ НАН Беларуси по биоресурсам» в качестве юридических лиц включены государственные научные учреждения:
- Институт экспериментальной ботаники имени В. Ф. Купревича НАН Беларуси
- Центральный ботанический сад НАН Беларуси
- Институт леса НАН Беларуси с тремя государственными лесохозяйственными учреждениями — Двинской, Жорновской и Кореневской экспериментальными лесными базами[1].

Структурными подразделениями Научно-практического центра являются:

| - Лаборатории - наземных беспозвоночных животных - паразитологии - орнитологии - гидробиологии - популяционной экологии наземных позвоночных и управления биоресурсами - ихтиологии - инструментальной диагностики природных систем и объектов - молекулярной зоологии | - Сектора - экологической оценки преобразований окружающей среды - международного сотрудничества и сопровождения природоохранных конвенций - заповедного дела - мониторинга и кадастра животного мира - вермитехнологий |

- Центр по инвазивным видам
- Центр исследований природного биоразнообразия

## Основные направления деятельности
НПЦ НАН Беларуси по биоресурсам — единственное профильное научное учреждение в Белоруссии, всесторонне изучающее животный мир с целью как развития фундаментальной зоологии, так и формирования научной основы для практической деятельности в различных областях народного хозяйства, связанных с сохранением биологического разнообразия животного мира и рациональным использованием его ресурсов.
Основные направления исследований:
- комплексное изучение и научное обеспечение сохранения и рационального использования природных биологических ресурсов;
- оценка состояния и динамики биологического разнообразия, природных комплексов и экосистем;
- научное обеспечение создания, функционирования и развития системы особо охраняемых природных территорий и национальной экологической сети;
- разработка мер по снижению негативного влияния инвазивных видов, регулированию численности вредителей сельского, лесного и охотничьего хозяйства[3].

В НПЦ по биоресурсам разработана Национальная стратегия развития системы особо охраняемых природных территорий на период до 2022 года.
Центр проводит подготовку кадров высшей квалификации по специальностям:

| - в аспирантуре - 03.02.04 — Зоология - 03.02.05 — Энтомология - 03.02.08 — Экология - 03.02.10 — Гидробиология - 03.02.11 — Паразитология - 03.02.14 — Биологические ресурсы | - в докторантуре - 03.02.04 — Зоология - 03.02.10 — Гидробиология. |

## Руководители
заведующий Отделом фауны Института биологии
- 1951—1958 Иван Николаевич Сержанин[бел.][6]

директор Отдела зоологии и паразитологии при Президиуме АН БССР
- 1958—1971 Иван Николаевич Сержанин
- 1971—1980 Леонид Михайлович Сущеня[7]

директор Института зоологии
- 1980—1992 Леонид Михайлович Сущеня
- 1995—2002 Михаил Михайлович Пикулик[бел.][8]
- 2002—2007 Михаил Ефимович Никифоров[9]

генеральный директор НПЦ НАН Беларуси по биоресурсам
- 2007—2014 Михаил Ефимович Никифоров
- 2014—2018 Олег Игоревич Бородин[10]
- с мая 2018 — Александр Иванович Чайковский[11].

## Комментарии
1. ↑  Белорусская академия наук создана 13 октября 1928 года путём преобразования Института белорусской культуры.
2. ↑  Постановление Совета Министров БССР № 275 от 22.07.1980; Постановление Президиума АН БССР № 174 от 11.09.1980.
3. ↑  Указ Президента Республики Беларусь от 01.11.2007 г. № 554 «О некоторых вопросах совершенствования организационной структуры Национальной академии наук Беларуси».